# Paradoxopsyllus dashidorzhii
Paradoxopsyllus dashidorzhii är en loppart som beskrevs av Scalon 1953. Paradoxopsyllus dashidorzhii ingår i släktet Paradoxopsyllus och familjen smågnagarloppor. Inga underarter finns listade i Catalogue of Life.